# Их перепутали в роддоме (телесериал)
Их перепутали в роддоме (англ. Switched at Birth) — американский телесериал, премьера которого состоялась в США на канале ABC Family (Freeform) 6 июня 2011 года.
Сериал рассказывает о двух девочках-подростках, которые были перепутаны при рождении в роддоме и росли в очень разных окружающих средах. Сериал был номинирован на множество премий. В их числе Teen Choice Award, ALMA, Gracie Award, Television Critics Association Awards.
1 августа 2011 года канал ABC Family объявил о том, что 1 сезон состоит из 30 эпизодов.
Второй сезон, состоявший из 22 эпизодов, стартовал в США 7 января 2013 года.
Премьера третьего сезона состоялась 13 января 2014 года.
Премьера четвёртого сезона состоялась 6 февраля 2015 года.
21 октября 2015 года сериал продлили на пятый сезон.
В марте 2016 года было объявлено, что пятый сезон станет последним и выйдет в 2017 году.

## Сюжет
Действие сериала происходит в Канзас-Сити. Во время школьной лабораторной работы Бэй Кенниш обнаруживает, что её группа крови не совпадает с группой ни одного из её родителей. Заподозрив неладное Бэй решает провести ДНК-тест — оказывается, что она не является дочерью Кеннишей. Кенниши решают отыскать настоящих родителей Бэй и свою настоящую дочь. Роддом признает, что была совершена подмена, теперь ему грозит судебный иск. Дафна, биологическая дочь Кеннишей, оказывается глухой из-за болезни, перенесённой в детстве. Чтобы сблизиться со своими дочерьми, мать Дафны — Регина вместе с дочерью переезжает в дом Кеннишей. Вопросы воспитания обоих родителей приводят к ссоре. Бэй расспрашивает Регину об отце, но та уходит от ответа. Бэй решает найти его. В этом деле ей помогает Эммет — глухой друг Дафны. Анжело Сорренто сам находит Бэй. Он обещает Регине помочь с иском к роддому и предлагает ей начать все сначала. В ходе досудебных разбирательств выясняется, что Регина давно знала о подмене. Бэй начинает встречаться с Эмметом, но их общение заходит в тупик из-за того, что Бэй не знает язык жестов. Эммет попадает в тюрьму из-за подарка, который сделал для Бэй. Впоследствии Бэй и Эммет снова начинают встречаться, но расстаются, когда Эммет после крупной ссоры изменяет Бэй. На протяжении всего этого времени Кэтрин Кенниш пишет книгу, посвящённую сложившейся ситуации в её семье. Издатель предлагает женщине написать её совместно с Региной. Он обуславливает это тем, что читателю интересно узнать историю второй матери. Регина долго колеблется, но всё же соглашается. Вышедшая книга становится безусловным хитом продаж. Дафна пытается устроиться на работу, но каждый раз, когда потенциальный работодатель узнаёт о глухоте девушки, то тут же ей отказывает. В заключительной серии первого сезона Кенниши выигрывают дело.

## В ролях
- Кэти Леклер — Дафна Палома Васкес — биологическая дочь Джона и Кэтрин Кеннишей; законная дочь Регины Васкес. Родилась 22 октября 1995 года. В возрасте трёх лет, в результате бактериального менингита, потеряла слух. Вегетарианка. Учится на врача.
- Ванесса Марано — Бэй Мэделин Кенниш — биологическая дочь Анжело Сорренто и Регины Васкес; законная дочь Джона и Кэтрин Кенниш. Родилась 22 октября 1995 года, на пару минут раньше Дафны. Бэй — художница, и часто рисует на улицах города.
- Констанс Мари — Регина Тереза Васкес — мать Дафны и биологическая мать Бэй. Она — бывший алкоголик, изменилась, чтобы стать хорошей матерью для Дафны. Она знала о том, что дети перепутаны, но никому не говорила, боясь, что у неё заберут Дафну. Со временем у неё возникают проблемы с рукой, из-за чего она не может использовать для общения жестовый язык. Работала дизайнером, парикмахером, впоследствии открыла кофейню.
- Д. В. Моффетт — Джон Кенниш — отец Тоби и Бэй, биологический отец Дафни и Тоби. Бывший профессиональный бейсболист, играл за Канзас-Сити Роялс. Владелец сети автомоек Кеннишей. Тренировал женскую баскетбольную команду в школе для глухих, а с четвёртого сезона — бейсбольную команду в UMKC.
- Лиа Томпсон — Кэтрин Кенниш — мать Тоби и Бэй, биологическая мать Дафни и Тоби. Домохозяйка, писательница.
- Лукас Грэйбил — Тоби Кенниш — сын Кэтрин и Джона Кеннишей, старший брат Бэй, биологический брат Дафни. Играет на гитаре.
- Жиль Марини — Анжело Сорренто — биологический отец Бэй. Ушел из семьи, узнав, что Дафни не является его биологической дочерью. Изначально позиционируется как бабник и лицемер, но со временем понимает что сама Регина не знала, что Дафна не их биологическая дочь. Выигрывает иск к роддому, со временем сближается с Региной и дочерьми. В третьем сезоне умирает из-за аневризмы.
- Шон Берди — Эмметт Блэдсоу — давний лучший друг Дафны, глухой, отказывается использовать голос, чтобы говорить. Любит мотоциклы. Несмотря на глухоту, он хороший барабанщик. Встречался с Бэй.
- Рейчел Шентон[англ.] — Лили — родилась в Лондоне. Работает с Мелоди в программе для глухих. Впоследствии становится женой Тоби.
- Марли Мэтлин — Мелоди Блэдсоу — мать Эмметта, лучшая подруга Регины.
- Ивонн Колл — Адриана Васкес — мать Регины, бабушка Дафни, биологическая бабушка Бэй. Изначально ненавидела Анджело, но со временем простила его.
- Таня Реймонд — Зара — подруга Бэй, рисует граффити.
- Энни Илонзе — Лана Браселлед — мать второго ребёнка Анджело.
- Касси Томсон[англ.] — Никки Папагус — глубоко верующая девушка, первая жена Тоби.
- Майара Уолш — Симона Синклер — бывшая лучшая подруга Бэй, позже бывшая девушка Тоби. Изменила Тоби с Эмметом. Играла за баскетбольную команду школы «Buckner Hall».
- Райан Лэйн — Трэвис Барнс — друг Дафны и Эммета. На год старше своих одноклассников. Работал на автомойке Кеннишей. Его слышащие родители не знают язык жестов и не заботятся о нём. Впоследствии он переезжает к Эммету и Мэлоди. В детстве подвергся гомосексуальному изнасилованию. Играет в бейсбол.
- Даниэль Дюрант — Мэттью Блэйр — один из лучших друзей Эммета, Натали, Бэй, Трэвиса и Мэри Бэт. Был против того, чтобы слышащие дети учились в «Карлтоне» поэтому решил их подставить, но после того, как Эммет сдал его директору, его отчислили и он решил отомстить, после чего Бэй и Эммет воссоединяются. Оказывается, что Мэттью был долгое время влюблен в Эммета.
- Блэр Рэдфорд — Тай Мендоса — бывший парень Бэй. После месяца отношений, Бэй узнаёт, что Тай уезжает в армию. Она рассказывает, что начала встречаться с Эмметом. В середине второго сезона они снова вместе, но в конце 2 разрывают отношению, так как Тая снова отправляют на войну в Афганистан, и он говорит Бэй, что изменил ей с армейской медсестрой — Аидой, хотя это было не так (Тем самым, он заботился о Бэй. Не хотел, чтобы она снова мучилась).
- Остин Батлер — Уилки — лучший друг Тоби. Они играли вместе в группе «Guitar Face», где Эммет был барабанщиком, Уилки гитаристом, а Тоби гитаристом-солистом. Позже начал встречаться с Дафни. Его дружба с Тоби и отношения с Дафни прервались, когда все узнали, что Уилки уезжает в школу-интернат из-за плохих оценок.
- Макс Адлер[англ.] — Майлз «Танк» Конрой  — изначально друг Бэй, потом её парень, но они расстались после того, как она переспала с Эмметом. В середине первой половины четвёртого сезона, Танк и Бэй перебрали с алкоголем и переспали. Все восприняли это, как изнасилование, после чего Танка выгнали из университета.

## Производство
Актёры Кэти Леклер, Марли Мэтлин, Констанс Мари, Шон Берди, играющие глухих героев, в действительности глухие или слабослышащие.
Создателям сериала пришлось много работать над сценами разговоров между глухими и слабослышащими героями. Для того чтобы зрители могли сосредоточиться на эмоциях и жестах героев и представить, что значит быть глухим, были удалены все фоновые шумы за исключением окружающего шума.

### Место съёмок
Действие сериала происходит в Канзас-Сити, хотя снимался он в Лос-Анджелесе, Калифорния. Кенниши живут в районе под названием Мишен Хиллз, а семья Васкез (до переезда в дом Кеннишей) — в Восточном Риверсайде.

### Продвижение
За неделю до премьеры ABC Family запустила онлайн-игру — «Их перепутали в роддоме: Охота на Код». Бэй, граффити-художница, оставила трафаретные изображения на десяти различных веб-сайтах, и пользователи искали картинки и сопутствующий им код, чтобы попытаться выиграть 4000 долларов.

## Список сезонов
| Сезоны | Сезоны | Эпизоды | Оригинальная дата показа | Оригинальная дата показа |
| Сезоны | Сезоны | Эпизоды | Премьера сезона          | Финал сезона             |
| ------ | ------ | ------- | ------------------------ | ------------------------ |
|        | 1      | 30      | 6 июня 2011              | 22 октября 2012          |
|        | 2      | 21      | 7 января 2013            | 19 августа 2013          |
|        | 3      | 22      | 13 января 2014           | 8 декабря 2014           |
|        | 4      | 20      | 6 января 2015            | 26 октября 2015          |
|        | 5      | 10      | 24 января 2017           | 11 апреля 2017           |